# Broué
Broué és un municipi francès, situat al departament de l'Eure i Loir i a la regió de Centre – Vall del Loira. L'any 2007 tenia 914 habitants.

## Demografia

### Població
El 2007 la població de fet de Broué era de 914 persones. Hi havia 316 famílies, de les quals 44 eren unipersonals (24 homes vivint sols i 20 dones vivint soles), 84 parelles sense fills, 172 parelles amb fills i 16 famílies monoparentals amb fills.
La població ha evolucionat segons el següent gràfic:
Habitants censats

### Habitatges
El 2007 hi havia 347 habitatges, 316 eren l'habitatge principal de la família, 14 eren segones residències i 17 estaven desocupats. 328 eren cases i 18 eren apartaments. Dels 316 habitatges principals, 264 estaven ocupats pels seus propietaris, 40 estaven llogats i ocupats pels llogaters i 12 estaven cedits a títol gratuït; 1 tenia una cambra, 10 en tenien dues, 32 en tenien tres, 71 en tenien quatre i 202 en tenien cinc o més. 261 habitatges disposaven pel capbaix d'una plaça de pàrquing. A 117 habitatges hi havia un automòbil i a 186 n'hi havia dos o més.

### Piràmide de població
La piràmide de població per edats i sexe el 2009 era:
| Homes | Edats   | Dones |
| ----- | ------- | ----- |
| 0     | 95 o +  | 0     |
| 0     | 90 a 94 | 0     |
| 4     | 85 a 89 | 0     |
| 4     | 80 a 84 | 16    |
| 4     | 75 a 79 | 8     |
| 0     | 70 a 74 | 20    |
| 20    | 65 a 69 | 16    |
| 8     | 60 a 64 | 4     |
| 16    | 55 a 59 | 20    |
| 28    | 50 a 54 | 8     |
| 52    | 45 a 49 | 20    |
| 28    | 40 a 44 | 60    |
| 44    | 35 a 39 | 56    |
| 12    | 30 a 34 | 28    |
| 24    | 25 a 29 | 16    |
| 40    | 20 a 24 | 32    |
| 32    | 15 a 19 | 56    |
| 28    | 10 a 14 | 24    |
| 52    | 5 a 9   | 16    |
| 24    | 0 a 4   | 12    |

## Economia
El 2007 la població en edat de treballar era de 602 persones, 482 eren actives i 120 eren inactives. De les 482 persones actives 447 estaven ocupades (238 homes i 209 dones) i 35 estaven aturades (16 homes i 19 dones). De les 120 persones inactives 42 estaven jubilades, 50 estaven estudiant i 28 estaven classificades com a «altres inactius».

### Ingressos
El 2009 a Broué hi havia 308 unitats fiscals que integraven 904 persones, la mediana anual d'ingressos fiscals per persona era de 22.884 €.

### Activitats econòmiques
Dels 43 establiments que hi havia el 2007, 1 era d'una empresa extractiva, 2 d'empreses alimentàries, 1 d'una empresa de fabricació d'altres productes industrials, 11 d'empreses de construcció, 9 d'empreses de comerç i reparació d'automòbils, 5 d'empreses de transport, 1 d'una empresa d'hostatgeria i restauració, 1 d'una empresa d'informació i comunicació, 4 d'empreses immobiliàries, 6 d'empreses de serveis, 1 d'una entitat de l'administració pública i 1 d'una empresa classificada com a «altres activitats de serveis».
Dels 15 establiments de servei als particulars que hi havia el 2009, 2 eren tallers de reparació d'automòbils i de material agrícola, 4 paletes, 1 guixaire pintor, 3 fusteries, 1 lampisteria, 1 electricista, 1 restaurant i 2 agències immobiliàries.
L'any 2000 a Broué hi havia 15 explotacions agrícoles que ocupaven un total de 1.440 hectàrees.

## Equipaments sanitaris i escolars
El 2009 hi havia una escola elemental integrada dins d'un grup escolar amb les comunes properes formant una escola dispersa.

## Poblacions més properes
El següent diagrama mostra les poblacions més properes.